# Alghero Cagnulari
L'Alghero Cagnulari est un vin italien de la région Sardaigne doté d'une appellation DOC depuis le 19 août 1995. Seuls ont droit à la DOC les vins rouges récoltés à l'intérieur de l'aire de production définie par le décret. Les vignobles autorisés se situent en province de Sassari dans les communes de Alghero, Olmedo, Ossi, Tissi, Usini, Uri, Ittiri ainsi qu'en partie sans la commune de Sassari.

## Caractéristiques organoleptiques
- couleur : rouge rubis
- odeur : vineux et caractéristique
- saveur : sèche, harmonique, légèrement tannique

L'Alghero Cagnulari se déguste à une température de 14 à 16 °C et il se gardera 2 – 4 ans. 

## Production
Province, saison, volume en hectolitres :
- Sassari (1996/97) 84,0